# 비오는 밤에 떠나고 싶다
"비오는 밤에 떠나고 싶다"는 1966년에 개봉한 대한민국의 영화이다.

## 캐스팅
- 태현실
- 신성일
- 강문